# Gunung Salak (berg i Indonesien, Aceh, lat 4,75, long 97,61)
Gunung Salak är ett berg i Indonesien.   Det ligger i provinsen Aceh, i den västra delen av landet, 1 600 km nordväst om huvudstaden Jakarta. Toppen på Gunung Salak är 351 meter över havet, eller 88 meter över den omgivande terrängen. Bredden vid basen är 0,59 km.
Terrängen runt Gunung Salak är kuperad åt sydväst, men åt nordost är den platt. Runt Gunung Salak är det glesbefolkat, med 16 invånare per kvadratkilometer. I omgivningarna runt Gunung Salak växer i huvudsak städsegrön lövskog.